# Те, кого следует оберегать
Те, кого следует оберегать (англ. Those Who Must Be Kept) — прародители всех вампиров в цикле «Вампирские хроники» Энн Райс, король и королева вампиров.
Изначально король Энкил и королева Акаша из Кемета (ныне Египет) около 4000 до нашей эры стали первыми вампирами, когда злой дух по имени Амель смог войти в тело Акаши через рану и слиться с её плотью. Акаша затем превратила Энкила в вампира, выпив почти всю его кровь, и затем дав ему выпить почти всю её кровь (см.: «Царица проклятых»).
Термин «Те, кого следует оберегать» был придуман вампиром Мариусом, так как то, что случилось с Акашей и Энкилом, случится и с остальными вампирами; если они ранены, то те же раны получают и их дети; если они умрут, то всем вампирам тоже смерть. Пример этого объясняется в истории жизни Мариуса: предыдущий смотритель хотел избавиться от живых статуй короля и королевы и выставил их на солнце. Они выжили, но более слабые вампиры были уничтожены самовозгоранием.
Задолго до того, как смотрителем стал Мариус, «Те, кого следует оберегать» были почти полностью неподвижны, сидя практически без сознания целыми веками.
Всё закончилось в 1980-х, когда музыка рок-звезды - вампира Лестата пробудила королеву Акашу. Встав, она убила своего супруга Энкила, выпив всю его кровь и замуровав своего смотрителя Мариуса в глыбе льда и останках его дома (см.: «Вампир Лестат», «Королева проклятых»).
Акаша затем путешествовала по миру, уничтожая всех вампиров, кроме Лестата, тех, кого он любил, и тех, кого она не могла найти. Позже становится известно, что Акаша намеревается сделать тех вампиров, кого она пощадила, своими ангелами, а тех, кто решит ей противиться, своими врагами-дьяволами.
Это вдополнение к первому концерту Лестата привело к беспрецедентному сбору древних и молодых вампиров в доме Маарет, одной из первых вампиров, в Сономе. Они собрались, чтобы услышать, как королева стала вампиршей, и чтобы посовещаться о том, как они будут против неё бороться.
Тем временем Акаша сбежала в отдалённые части света, распространяя среди людей, что она является «Королевой Небес», с Лестатом — её немым супругом, приказав всем женщинам восстать и убить всех мужчин, кроме нескольких.
Казалось, что Акаша приведёт свой маниакальный план в исполнение независимо от того, помогут ей другие вампиры или нет. Её мольбы не были услышаны и, по-видимому, наступала великая битва между королевой и её детьми. Но затем появилась ещё одна вампирша, сестра-близнец Маарет - Мекаре, которая поклялась уничтожить Акашу. Мекаре быстро обезглавила королеву и, по-видимому, уничтожила всю расу вампиров. Но пока другие вампиры корчились от боли на полу, Мекаре съела мозг и сердце Акаши, принимая Амеля в себя, и стала новой королевой проклятых.

## Акаша
Акаша — первая вампирша в истории.

Алия в роли Акаши в фильме «Королева проклятых» 2002 г.

В книге Акаша когда-то была королевой Древнего Египта; она и её муж Энкил хотели, чтобы люди отвернулись от каннибализма и начали питаться зерном. Райс описала Акашу как красивую молодую женщину, которая была «чуть ли не слишком красивой, чтобы быть истинно прекрасной, ибо её красота превосходила любое чувство величия или глубокой загадки.» Под этой красивой личиной Акаша — тёмная, пустая, нигилистичная личность, не имеющая понятия о морали, этике и сострадании; её действия почти всегда зиждятся на её неутоляемой нужде заполнить свою внутреннюю пустоту.
Акаша в конце концов начинает интересоваться потусторонним, насильно вызывает рыжеволосых сестёр-ведьм Маарет и Мекаре в свой тронный зал для связи с духами. Несмотря на их протесты Акаша заставляет ведьм задавать духам тёмные вопросы, но последовавшие ответы, некоторые в форме грубых жестов, разъяряют королеву, подтверждая её внутреннюю пустоту. Один из этих духов по имени Амель угрожает Акаше и демонстративно нападает на неё. В ответ Акаша наказывает Маарет и Мекаре, приказав своему слуге Хайману публично изнасиловать ведьм за «колдовство», и изгоняет их из своих земель.
Через год Хайман вызывает ведьм обратно в королевство, где они узнают, что Амель остался в королевстве и что, когда короля и королеву убили каннибалы, дух Амеля слился с душой Акаши и её мозгом и сердцем, чтобы создать новое существо — вампира. Таким образом, смертельная жажда крови Амеля перешла к Акаше. Акаша затем передала «Тёмный дар» Энкилу, превратив его в вампира. Следующим стал Хайман, который затем сделал сестёр-ведьм вампиршами. Именно Мекаре объясняет королеве её новую природу, а также чувствительность к солнцу и жажду крови.
По мере распространения вампиризма жажда крови Акаши уменьшается. В конце концов она и Энкил становятся живыми статуями, которых держат в безопасности смотрители, знающие, что они являются источником их существования и бессмертия.
Акаша призывает вампира Мариуса и просит его забрать её и Энкила из Египта. Мариус так и делает, охраняя их почти два тысячелетия. Однажды Маарет пронзает сердце статуи Акаши ножом, чувствуя при этом, как энергия покидает и её собственное тело - это подтверждает легенду о том, что убийство Акаши повлечёт за собой гибель всех вампиров.
В 1985 году вампир Лестат пробуждает Акашу из транса своей музыкой. Она встаёт и становится бесчувственной разрушительницей, убив большую часть своего вампирского потомства и похищая Лестата, который становится её любовником и супругом. Она щадит по крайней мере 16 (Маарет, Мекаре, Хайман, Луи, Джесси, Габриэль, Арман, Дэниел, Мариус, Миль, Сантино, Пандора, Эрик и шабаш, состоящий из Квинна Блэквуда, Манфреда Блэквуда, Петронии и ещё одного вампира из Древней Греции) вампиров от бойни — это либо древние вампиры, которых она не может уничтожить, или любимые Лестата — и требует, чтобы они присоединились к ней для планирования нового мирового порядка: убийства 99 % мужчин и создания нового Эдема, в котором правят женщины с Акашей в роли богини. Происходит философская дискуссия на эту тему; Маарет прямо говорит, что Акаша желает лишь власти и поклонения.
Все вампиры отказываются помогать Акаше, но, когда она хочет их уничтожить, на сцену выходит вампирша Мекаре и толкает Акашу в стеклянную стену. Крупные осколки обезглавливают Акашу. Маарет и Мекаре тут же вырывают мозг и сердце Акаши. Затем Мекаре съедает их, тем самым вбирая в себя "ядро" Амеля. При этом Амель сливается с ней, и она становится новым источником жизни для вампиров, а древнее тело Акаши полностью рассыпается в бесцветную пыль.

## Энкил
Энкил был королём, правящим с Акашей. Он был первым человеком, превращённым в вампира. Когда они с Акашей становятся статуями, их начинают называть"Те, кого следует оберегать".
Когда Лестат начинает пить кровь Акаши, Энкил встаёт с трона и чуть не убивает его. Мариус спасает Лестата от смерти. Ревность Энкила, возможно, и является причиной его гибели от руки Акаши. Также возможно, что Акаша лишь хотела стать сильнее за счёт его крови и заменить его Лестатом.

## Критика и отзывы
Алия за исполнение роли Акаши в фильме «Королева проклятых» в 2002 году была посмертно награждена премиями MTV Movie Awards и BET Awards.